# Gadna
Gadna roma többségű község Borsod-Abaúj-Zemplén vármegye Szikszói járásában.

## Fekvése
Miskolctól közúton 42 kilométerre északra helyezkedik el, a Vadász-patak völgyében.
A közvetlenül határos települések: észak felől Gagybátor, kelet felől Abaújlak, dél felől Felsővadász, nyugat felől pedig Irota. Délnyugaton pontszerűen érintkezik még a közigazgatási területe Szakácsiéval is.

### Megközelítése
Csak közúton érhető el, Felsővadász vagy Abaújlak érintésével, a 2621-es úton.

## Története
Első említése 1330-ból ered (Ganna), neve a szláv gad (kígyó) szóból származik.
1320-ban már templomát is említették.
Gadna ekkor Kelemes fia Mihály és annak fiai, valamint Olivér és fiainak öröklött földje volt.
1332-ben a pápai tizedjegyzék szerint papja 18 garas pápai tizedet fizetett.
Az egykor ruszin telepesek által lakott, Oroszgadnának is nevezett település napjainkban magas bűnözési rátával és roma lakossággal rendelkező falu.

## Közélete

### Polgármesterei
- 1990–1994: Kis Tóth Miklós (független)[4]
- 1994–1998: Gáll József (független)[5]
- 1998–2001: Szemán Emil (független)[6]
- 2001–2002: Szemán Emil (független)[7][8]
- 2002–2006: Szemán Emil (független)[9]
- 2006–2007: Szemán Emil (független)[10]
- 2008–2010: Lakatos Dezső (független)[11]
- 2010–2014: Lakatos Dezső (független)[12]
- 2014–2019: Lakatos Dezső (független)[13]
- 2019–2024: Lakatos Dezső (független)[14]
- 2024– : Lakatos Dezső (független)[1]

A településen 2001. augusztus 5-én időközi polgármester-választást kellett tartani, mert az előző faluvezetőnek – még tisztázást igénylő okból – megszűnt a polgármesteri tisztsége. Ezzel együtt elindult a választáson és meg is nyerte azt.
2008. március 19-én újból időközi polgármester-választást (és képviselő-testületi választást) tartottak Gadnán, az előző képviselő-testület önfeloszlatása miatt. A választáson a hivatalban lévő faluvezető is elindult, de 5,04 %-os eredményével négy jelölt közül csak az utolsó helyet érte el.

## Népesség
A település népességének változása:
| Lakosok száma | 265  | 256  | 277  | 300  | 305  | 318  | 325  |
|               | 2013 | 2014 | 2015 | 2021 | 2022 | 2023 | 2024 |

2001-ben a település lakosságának 81%-a magyar, 19%-a cigány nemzetiségűnek vallotta magát.
A 2011-es népszámlálás során a lakosok 99,2%-a magyarnak, 25,4% cigánynak mondta magát (0,8% nem válaszolt; a kettős identitások miatt a végösszeg nagyobb lehet 100%-nál). A vallási megoszlás a következő volt: római katolikus 9,2%, református 1,2%, görögkatolikus 88,1%, felekezeten kívüli 0,4% (1,2% nem válaszolt).
2022-ben a lakosság 98,7%-a vallotta magát magyarnak, 90,2% cigánynak, 0,3% ruszinnak, 0,3% szlováknak (1,3% nem nyilatkozott; a kettős identitások miatt a végösszeg nagyobb lehet 100%-nál). Vallásuk szerint 3,9% volt római katolikus, 2% református, 91,8% görög katolikus, 1% felekezeten kívüli (1,3% nem válaszolt).

## Látnivalók
Műemlék görögkatolikus temploma 1816-ban épült, a falu melletti dombon levő temető mellett fekszik.

## Környező települések
Abaújlak (2 km), Felsővadász (4 km), a legközelebbi város: Encs (kb. 18 km).